# Yauco
Yauco és un municipi de Puerto Rico localitzat a la costa sud de l'illa, també conegut amb els noms del Pueblo del Café, la Capital Taína i el Pueblo de Los Corsos. Limita al nord amb els municipis de Maricao, Lares i Adjuntas; a l'est amb Guayanilla; a l'oest amb Guánica i Sabana Grande i al sud amb el mar Carib.
El municipi està dividit en 21 barris: Yauco pueblo, Aguas Blancas, Algarrobo, Almácigo Alto, Almácigo Bajo, Barina, Caimito, Collores, Diego Hernández, Duey, Frailes, Jácana, Naranjo, Quebradas, Rancheras, Río Prieto, Rubias, Sierra Alta, Susúa Alta, Susúa Baja y Vegas.